# Centre de proves de Semipalàtinsk

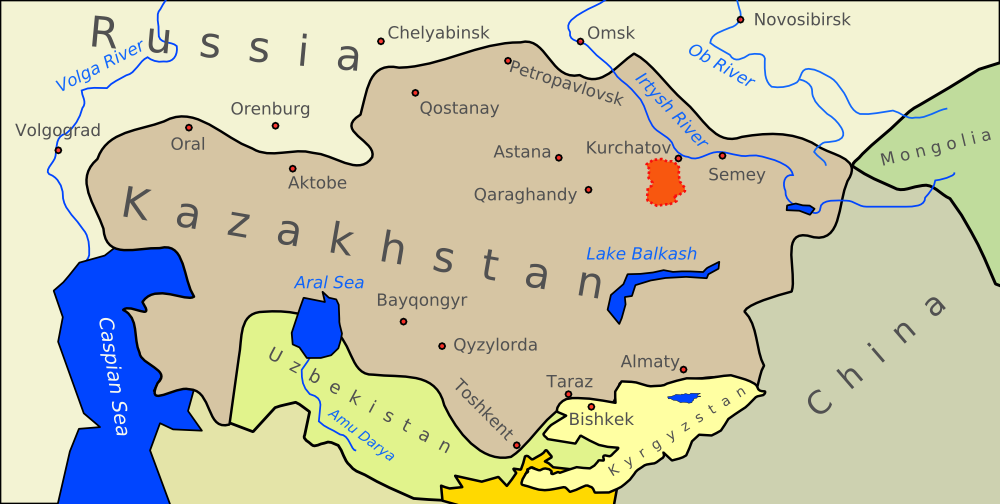
El lloc (en vermell) dins del Kazakhstan.

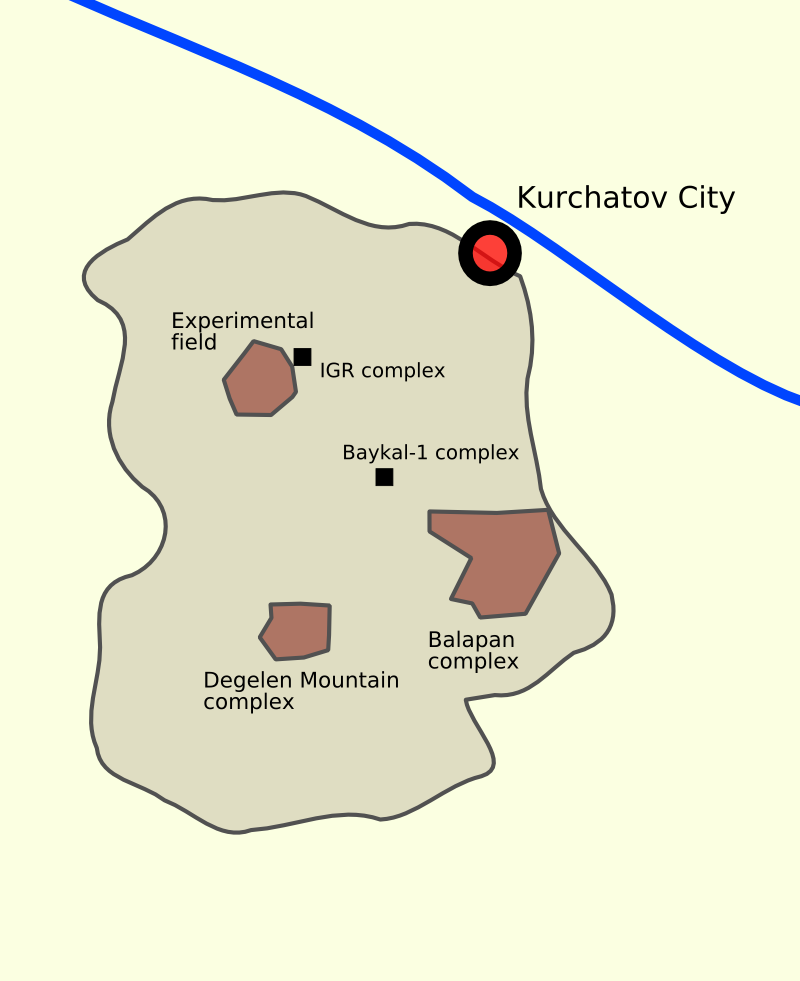
Mapa de les instalaciones.

El Centre de proves de Semipalàtinsk va ser la principal instal·lació de proves nuclears de l'antiga Unió Soviètica. En 1949, la Unió Soviètica va realitzar el seu primer assaig nuclear, la RDS-1, en aquestes instal·lacions. Està situada a l'estepa al nord-est del Kazakhstan, al sud del vall del riu Irtix. Els edificis científics es troben a 150 km a l'oest de la ciutat de Semipalàtinsk (rebatejada Semei després la independència del Kazakhstan), a prop de la frontera oriental de la província del Kazakhstan Oriental i la província de Pavlodar.
La instal·lació va ser clausurada de manera oficial el 29 d'agost de 1991, després de la devolució de l'armament nuclear soviètic del Kazakhstan a Rússia. Posteriorment abandonada, el desmantellament dels últims edificis científics va concloure el juny de 2000.

## Divisions i instal·lacions
- P-1: Es va utilitzar per a les primeres proves nuclears, fins a 1953. Després de la prova de RDS-6s el 12 d'agost de 1953 es va produir un gran cràter amb una forta contaminació radioactiva, que va impossibilitar seguir usant gran part de la zona.
- P-2: Es va utilitzar per a les explosions en terra
- P-3: Utilitzada per a bombardejos de bombes menudes i mitjanes.
- P-5: Utilitzada per a bombardejos de bombes d'alta potència.

Tots els llocs es trobaven en un radi de 10 km de P-1.